# Seddon (Fahrzeughersteller)

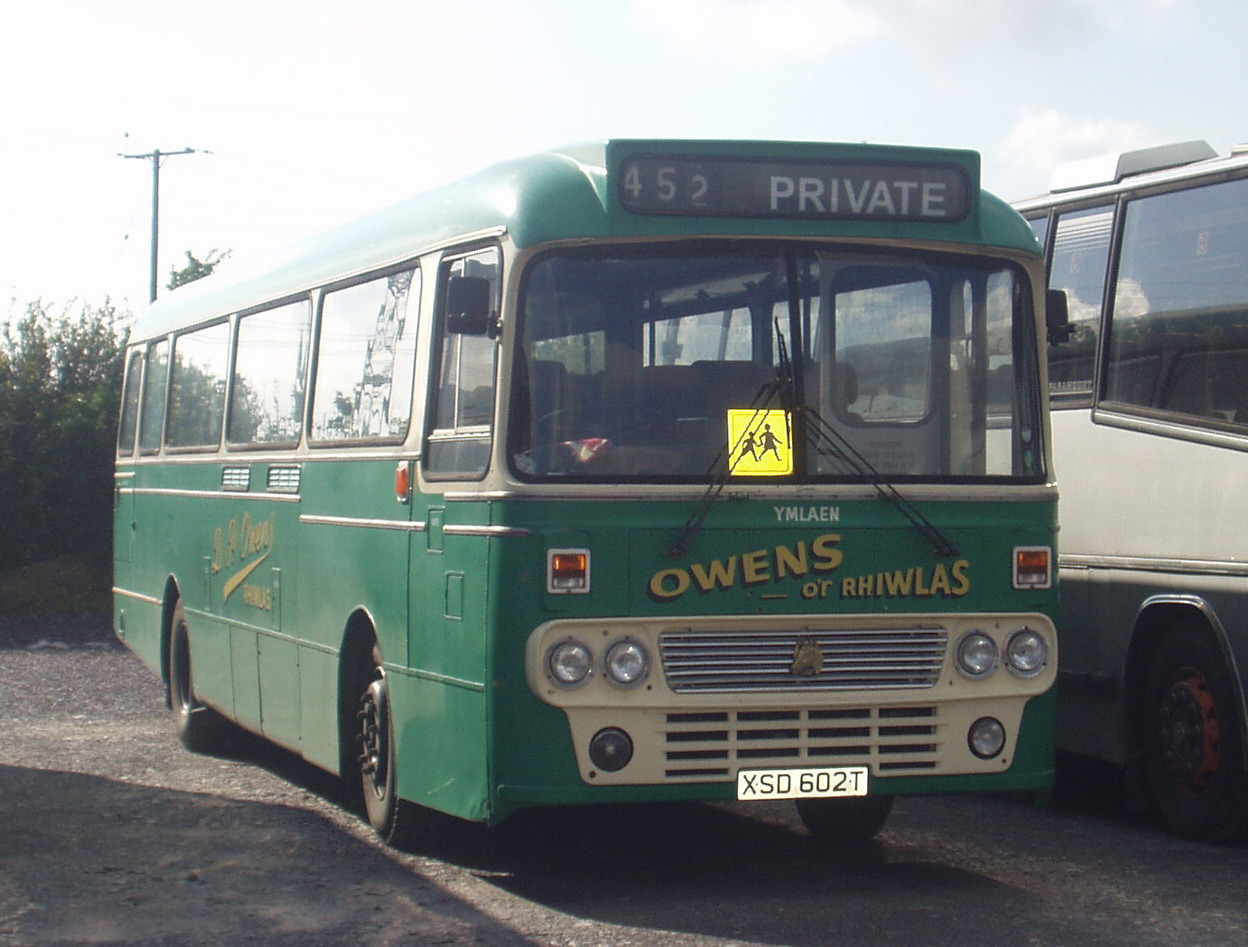
Seddon Pennine VII

Seddon war ein britischer Fahrzeughersteller. Das nach Ende des Ersten Weltkrieges gegründete Unternehmen stellte Busse und Lastkraftwagen her. Im Jahr 1970 ging es im Unternehmen Seddon Atkinson auf.

## Unternehmensgeschichte

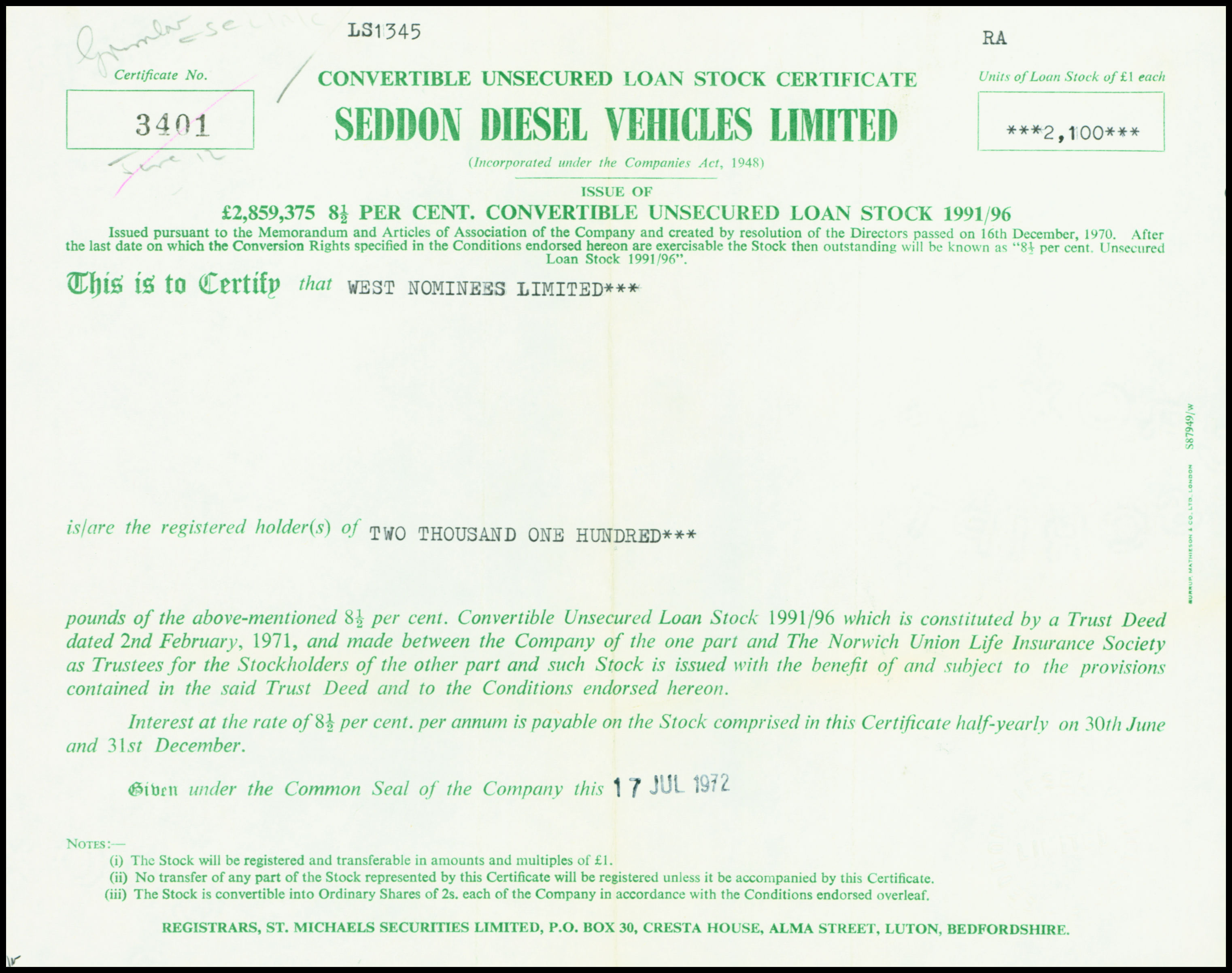
Anleihe der Seddon Diesel Vehicles Ltd vom 17. Juli 1972

Die 1919 in Salford gegründete Firma Foster and Seddon Ltd beschäftigte sich ursprünglich mit dem Verkauf und der Instandsetzung von Kraftfahrzeugen. Erst im Jahr 1937 wurde ein Lkw mit 6 Tonnen Nutzlast entwickelt, der von einem Perkins-Dieselmotor angetrieben wurde. Die Produktion des Fahrzeuges wurde im Folgejahr aufgenommen. Bis zum Ende des Zweiten Weltkrieges wurden verschiedene Lastkraftwagen produziert. Ab 1944 firmierte das Unternehmen unter dem Namen Seddon Lorries.
Nach Ende des Zweiten Weltkrieges wurde 1950 ein kleinerer Lkw, der Seddon Twenty Five, mit einer Nutzlast von 3 Tonnen vorgestellt, der bis 1963 produziert wurde. Auch dieses Fahrzeug wurde von einem Perkins-Dieselmotor angetrieben. Konstruktiv auf den Vorkriegsmodellen aufbauend, wurden weiterhin mittelschwere Lkw gefertigt. Mit dem Mk 4 stellte Seddon Lorries bereits 1946 sein erstes Busmodell vor. Im Jahr 1951 wurde das Unternehmen zu einer Aktiengesellschaft umgewandelt. Mit zwei Niederlassungen beschäftigte die mittlerweile in Oldham ansässige Firma 1961 insgesamt 450 Mitarbeiter.
Im Jahr 1970 übernahm die mittlerweile in Seddon Diesel Vehicles Ltd. umbenannte Firma den Konkurrenten Atkinson Vehicles Ltd. Aus der Vereinigung der beiden Unternehmen ging Seddon Atkinson Vehicles Limited hervor. Bis zum Jahre 1982 wurden beide Produktionslinien jedoch noch weitgehend getrennt geführt und die Fahrzeuge unter ihrem jeweiligen Markennamen vertrieben. So brachte Seddon 1974 nochmals eine neue Reihe schwerer Lkw als Pritschenfahrzeug bzw. Zugmaschine heraus. Im gleichen Jahr erschien mit dem Pennine VII das letzte Busmodell dieses Herstellers.

## Fahrzeuge

### Busse
Das erste von Seddon Lorries entwickelte Busmodell war der 1946 vorgestellte Mk. 4. Nach Ende des Zweiten Weltkrieges war der Markt für Omnibusse in Europa stark angewachsen. Teilweise war die Busproduktion, wie beispielsweise in Großbritannien, während des Krieges zugunsten der Produktion von Rüstungsgütern stark eingeschränkt worden, teilweise mussten auch kriegsbedingte Verluste ausgeglichen werden. Der Mk. 4 war ein nach damaligen Verständnis konventionell aufgebauter Bus. Auf einem konventionellen Leiterrahmen saß vorn der Motor. Verwendet wurde der P6, ein Sechszylinder-Dieselmotor von Perkins. Die Konstruktion stammte noch aus der Zeit vor dem Zweiten Weltkrieg und war schon beim ersten Lkw-Modell des Unternehmens zum Einsatz gekommen. Kombiniert wurde der Motor mit einem manuell zu schaltenden Fünfganggetriebe. Bei einem Radstand von 14 Fuß 10 Zoll war das Chassis insgesamt 24 Fuß 10 Zoll lang und konnte Aufbauten mit einer Länge von 27 Fuß tragen, das entsprach der damals im Vereinigten Königreich geltenden Längenbeschränkung für Busse. Traditionell wurden in Großbritannien Fahrgestelle und Aufbauten für Busse von verschiedenen Herstellern geliefert. Dies ermöglichte eine flexiblere Anpassung der Auslegung des Busses an die Anforderungen der verschiedenen Betreiber. Die Aufbauten für den Mk. 4 waren als Frontlenker ausgelegt, das ermöglichte gegenüber den damals noch weit verbreiteten Lang- und Kurzhaubern eine höhere Passagierkapazität bei gegebener Länge der Aufbauten.
Der im Jahr 1950 erschienene Mk 6 stellte eine verlängerte Version des Mk. 4 dar. Während die mechanischen Komponenten – einschließlich Motor und Kraftübertragung – unverändert blieben, wuchsen der Radstand auf 15 Fuß 4 Zoll, die Länge des Chassis auf 25 Fuß 11 Zoll und die Länge über alles auf 30 Fuß an. Das entsprach den neuen Längenbeschränkungen für Busse im Vereinigten Königreich. Aufbauten für den Bus kamen unter anderem von H. J. Mulliner & Co. Die Busse wurden meist als Linienbus karosseriert und besaßen zwei Türen, von denen die vordere zwischen den Achsen angeordnet war. Damit war der Bus für den Einmannbetrieb nur bedingt geeignet. Das zulässige Gesamtgewicht lag bei 9524 kg. Mit dem Mk. 6 konnte Seddon Lorries auch Marktanteile in Neuseeland gewinnen.
Wie auch andere britische Hersteller entwickelte Seddon mit dem Mk. 11 Mitte der 1950er Jahre ein Chassis mit unterflur angeordnetem Motor. Vorteil war die nochmals vergrößerte Passagierkapazität bei gegebener Länge und die Möglichkeit, die Einstiegstür weit vorn neben dem Fahrer anordnen zu können sowie die bessere Zugänglichkeit der Baugruppen der Kraftübertragung und des Motors, Nachteil die große Fußbodenhöhe wegen der hoch bauenden Motoren. Zum Einsatz kam mit dem R6 ein Sechszylinder-Dieselmotor, wiederum von Perkins, mit 4,73 Litern Hubraum, der zwischen den Achsen angeordnet war. Optional wurde ein Motor von AEC angeboten. Der Radstand lag bei 16 Fuß 6 Zoll (5050 mm), das zulässige Gesamtgewicht je nach Ausführung zwischen 9907 und 10886 kg. Die Einstiegstür war im vorderen Überhang direkt neben dem Fahrer angeordnet, was den Bus für den Einmannbetrieb tauglich machte, bei dem der Fahrer auch das Abkassieren der Fahrgäste übernahm.
Der Mk. 19 aus dem Jahr 1959 beruhte auf den gleichen Konstruktionsprinzipien, bekam aber einen liegenden Dieselmotor AEC 410 mit 6,75 l Hubraum. Verfügbar waren verschiedene Radstände zwischen 16 Fuß 4 Zoll und 17 Fuß 2 Zoll, das zulässige Gesamtgewicht lag bei maximal 11.177 kg. Die Chassis wurden meist als Reisebusse karosseriert.

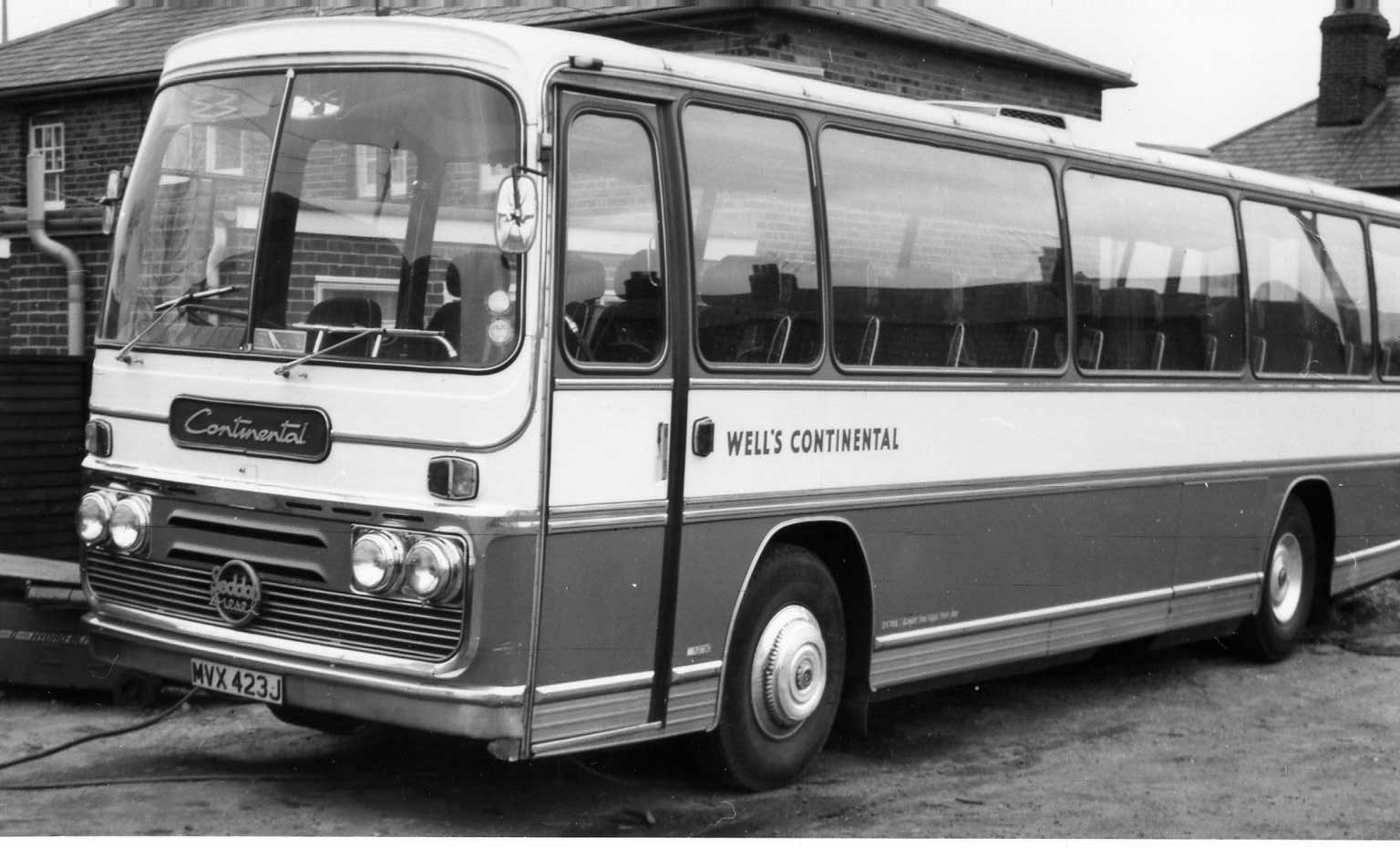
Seddon Pennine IV, Baujahr 1971, mit Aufbau von Plaxton als Reisebus

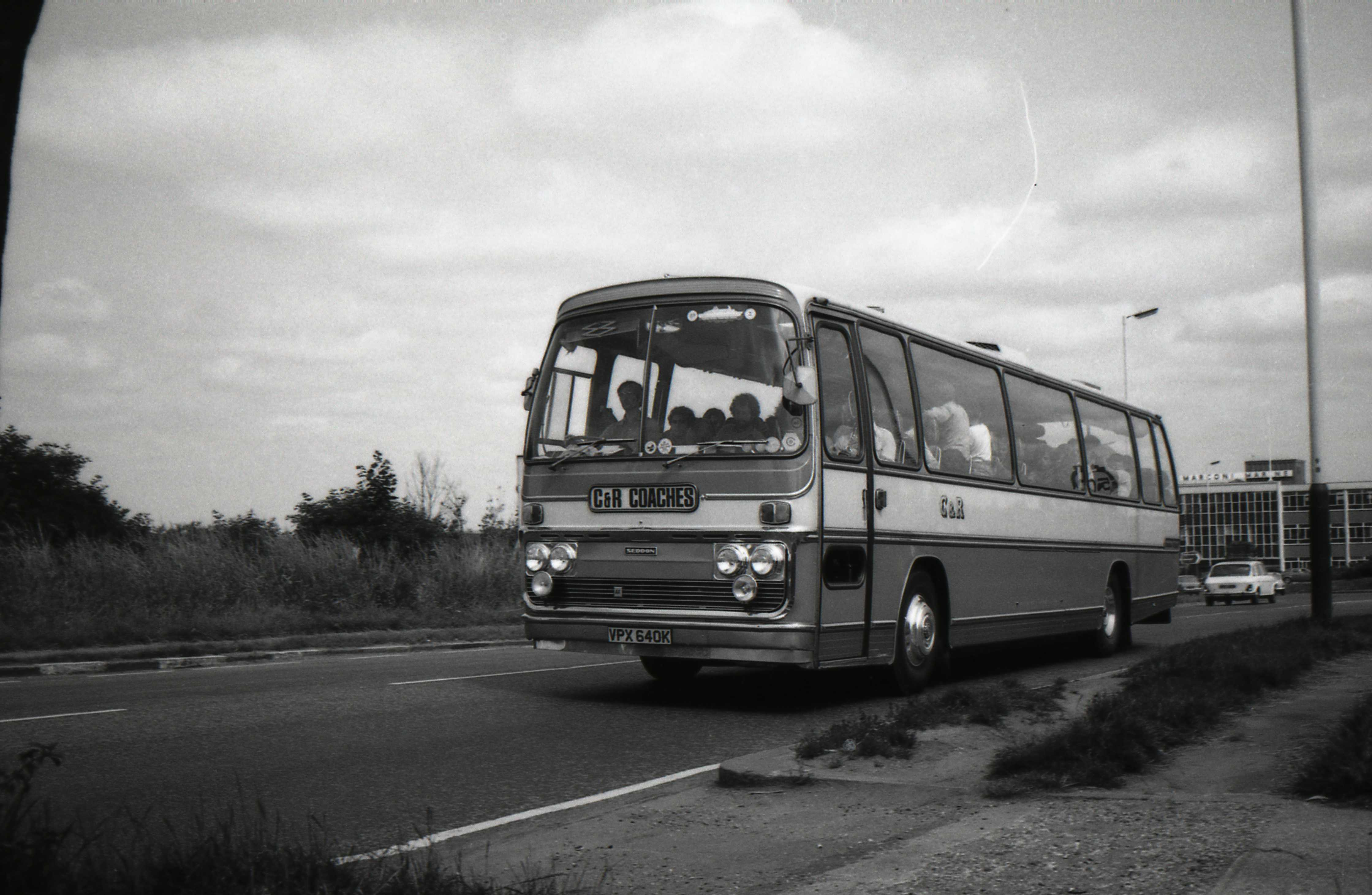
Seddon Pennine VI, Baujahr 1972, mit Aufbau von Plaxton als Reisebus

Mit dem Pennine V bzw. Pennine RU erschien 1969 ein Chassis mit im Heck angeordnetem Motor. Der Unterflurantrieb hatte in der Praxis nicht vollständig überzeugen können, darum hatten sich im Laufe der 1960er Jahre die meisten britischen Hersteller wieder von ihm abgewandt. Durch den im Heck platzierten Motor stand zwar ein Teil der Länge des Busses für Fahrgäste nicht oder nur eingeschränkt zur Verfügung, wegen der inzwischen aufgehobenen Längenbeschränkungen wog dieser Nachteil jedoch nicht mehr allzu schwer. Vorteilhaft waren die nochmals verbesserte Zugänglichkeit, die bessere Kühlung und Abfuhr der Motorwärme sowie der niedriger liegende Fußboden. Der Pennine RU war mit unterschiedlichen Radständen für Aufbauten von 10, 11 und 12 m Länge lieferbar. Motorisiert wurde er mit Perkins-Dieselmotoren, entweder dem Sechszylinder-Dieselmotor mit 6,354 l Hubraum oder dem V8-Dieselmotor mit 8,840 l Hubraum. Gebaut wurden bis 1973 insgesamt 273 Busse, hauptsächlich für den inländischen Markt. Die Aufbauten kamen von Seddon selbst, Charles H. Roe und Plaxton. Karosseriert wurden die Chassis entweder als Linienbus (englisch: bus) mit 40 bis 47 Sitzplätzen je nach Ausführung oder als Mehrzweckfahrzeug (dual purpose) mit 42 bis 44 Sitzplätzen, einzelne Exemplare auch als Reisebus (coach) mit 39 Sitzplätzen. Die Mehrzweckfahrzeuge waren damals im Vereinigten Königreich recht beliebt, konnten sie doch an Werktagen im Linienverkehr, am Wochenende und zu nachfrageschwachen Zeiten für Ausflugs- und Sonderfahrten genutzt werden.
Der Mk. 4 und der Mk. 6 blieben weiterhin im Produktionsprogramm und wurden jetzt als Seddon Pennine IV bzw. Seddon Pennine VI vertrieben. Da die Größenbeschränkungen inzwischen hinfällig geworden waren, gab es die Chassis in verschiedenen Längen mit unterschiedlichen Radständen. Der Pennine IV war ebenso wie der Mk VI für Aufbauten von 9, 10 und 11 m Länge erhältlich. Unterschiede bestanden in der Motorisierung. Während der Seddon Pennine IV mit dem Sechszylinder-Dieselmotor von Perkins mit 6,354 l Hubraum oder mit dem Perkins-V8-Dieselmotor mit 8,840 l Hubraum geliefert werden konnte, blieb der aufgeladene Perkins T6.354 dem Seddon Pennine VI vorbehalten.
Mit dem Seddon Pennine IV-236 leitete das Unternehmen aus dem Mk. 4 eine kleinere und schmalere Variante ab, die praktisch einen Vorläufer des heutigen Midibus darstellte. Zum Einsatz kamen die Busse vor allem im Großraum Manchester. Eines der Fahrzeuge war mit einem elektrischen Antrieb ausgerüstet, der von mitgeführten Batterien gespeist wurde.
Im Jahr 1974 erschien mit dem Pennine VII das letzte Busmodell des jetzt als Seddon Atkinson firmierenden Unternehmens. Der Bus wurde speziell auf die Anforderungen der Scottish Bus Group ausgelegt. Leyland weigerte sich zunächst beharrlich, den Leyland Leopard mit einem Dieselmotor von Gardner auszurüsten, der jedoch von der Scottish Bus Group bevorzugt wurde. Dadurch ergab sich eine Marktlücke, die Seddon mit dem Pennine VII nutzte. Wenige Jahre später wiederholte Leyland diese Politik beim Leyland Tiger, was zur Entwicklung des Dennis Dorchester führte. Seddon ging bei diesem Bus wieder vom Heckmotor ab und ordnete den Motor wieder unterflur zwischen den Achsen an. Zum Einsatz kam der Gardner 6HLXB, ein liegender Sechszylinder-Dieselmotor. Außerhalb Schottlands fand der Bus jedoch kaum Absatz, 514 der 527 gebauten Busse wurden an die Scottish Bus Group geliefert. Die Aufbauten kamen von Walter Alexander Coachbuilders, die auf dem schottischen und nordirischen Markt praktisch eine Monopolstellung für Linienbusaufbauten hatten. Karosserievarianten waren der M-type, der T-type und der Y-Type. Insgesamt 68 Busse wurden als Reisebusse mit dem Plaxton-Supreme-Aufbau geliefert. Die wenigen an andere Betreiber gelieferten Busse bekamen Aufbauten von Plaxton, Seddon und Willowbrook. Das Chassis war mit zwei verschiedenen Radständen für Aufbauten von 11 bzw. 12 m Länge lieferbar.
Der Pennine VII stellte den Endpunkt der Busfertigung bei Seddon dar. Der begrenzte Markt und der sich infolge der Deregulierungen des Transport Act 1980 bzw. Transport Act 1985 ergebende Strukturwandel der britischen Buslinienbetreiber führten zu einer schweren Krise der britischen Busindustrie, der durch die aufkommende kontinentaleuropäische Konkurrenz noch verschärft wurde. Seddon Atkinson war von dieser Situation ebenfalls betroffen, konnte schwerwiegende Folgen durch die Einstellung der Busproduktion zunächst abwenden.

### Lkw

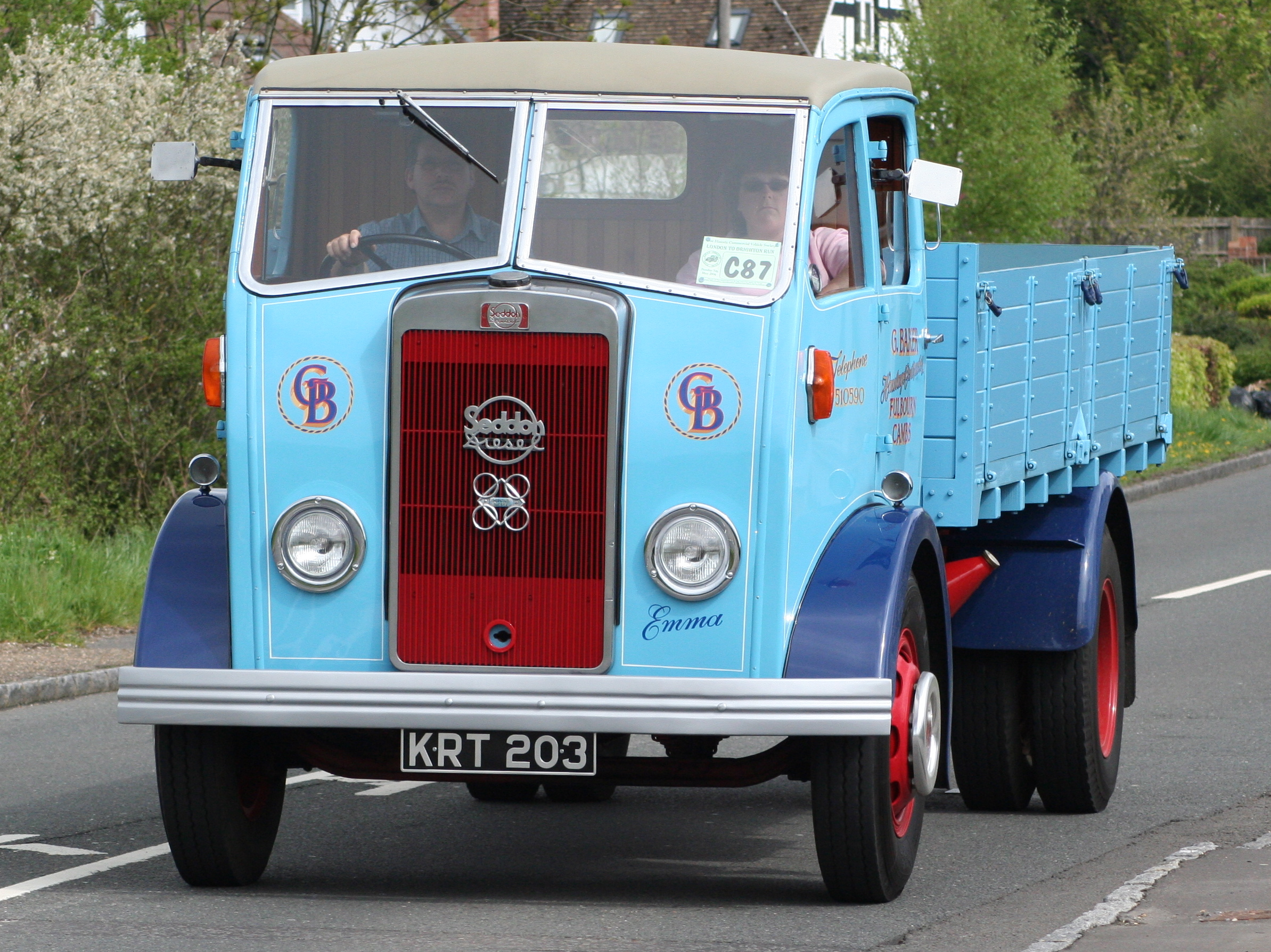
Seddon Mk.5L, Baujahr 1950

Erstes Fahrzeug des Unternehmens war der Seddon Mk. 5. Die Firma versprach sich gute Absatzmöglichkeiten, wenn es gelang, ein Fahrzeug mit sehr geringer Leermasse bei akzeptabler Nutzlast zu konstruieren. Mit dem Motor Car Act 1903, der praktisch bis 1930 in Kraft war, wurde die zulässige Höchstgeschwindigkeit für Fahrzeuge mit einem Leergewicht von unter 2 tons auf 20 mph festgelegt. Für schwerere Fahrzeuge galt die Heavy Motor Car Order 1904, die die Höchstgeschwindigkeit in Abhängigkeit von Leer- und Gesamtgewicht, Bereifung und Anhängelast auf Werte zwischen 5 und maximal 12 mph begrenzte. Um für eine Höchstgeschwindigkeit von 20 mph zugelassen zu werden, durfte das Leergewicht des Fahrzeuges 2 tons bei einer Nutzlast von 6 tons nicht überschreiten. Das von einem Perkins-P6-Dieselmotor angetriebene Fahrzeug erwies sich als großer Erfolg. Die daher notwendige Ausweitung der Produktionskapazitäten führte zum Umzug des Unternehmens nach Oldham.
Die nach dem Zweiten Weltkrieg weitergebauten Seddon Mk.5 und Seddon Mk.7 entsprachen den damals üblichen Konstruktionsprinzipien. Auf einem klassischen Leiterrahmen war der Motor vorn angeordnet. Da Haubenfahrzeuge in Großbritannien nie sonderlich populär waren, wurden beide Konstruktionen als Frontlenker ausgelegt.
Der ab 1950 gebaute Seddon Twenty Five, auch Seddon 25, war als kleineres Fahrzeug als Langhauber ausgelegt. Zum Einsatz kam bei einer Nutzlast von ungefähr 3 Tonnen der P3-Dieselmotor von Perkins.
Während die zweiteilige Windschutzscheibe der Seddon Mk.5 und Seddon Mk.7 zunächst nur in einer Ebene geneigt war, wurden die Karosserien 1955/56 einem Facelift unterzogen. Die Fahrzeuge erhielten nun, dem Zeitgeist entsprechend, Fahrerhäuser mit Panorama-Windschutzscheiben und wurden nun als Mk. 14 bzw. Mk. 15 bezeichnet. Ergänzt wurde die Produktionspalette durch eine Reihe schwerer vierachsiger Lkw unter der Bezeichnung SD bzw. DD. Insgesamt wurde die Produktion auf Nutzfahrzeuge aller Größenklassen ausgeweitet, allerdings wurde 1964 die Produktion vierachsiger Lkw, die aufgrund von Größen- und Gewichtsbeschränkungen in Großbritannien bis in die 1970er Jahre sehr verbreitet waren, wieder eingestellt. Das Unternehmen konzentrierte sich auf die Entwicklung und Produktion schwerer Lkw mit einer zulässigen Gesamtmasse von 32 bis 34 tons. Dabei wurden vorrangig Sattelzugmaschinen produziert. Seddon war Vorreiter bei dem Einsatz von Kunststoffen und setzte schon frühzeitig glasfaserverstärkte Kunststoffe beim Bau von Fahrerhäusern ein. Die Fahrerhäuser wurden von einem Zulieferer, Pennine Coach Craft, gebaut. Diese Firma fertigte auch Aufbauten für die Busfahrgestelle von Seddon und verlieh den ab der Mitte der 1960er Jahre gebauten Busmodellen ihren Namen. Ende der 1960er Jahre wurde die bisher zweigeteilte Windschutzscheibe durch eine einteilige ersetzt, die Fahrzeuge erhielten die Typenbezeichnung Seddon 30:Four.
Im Jahr 1974 erneuerte Seddon seine Produktionspalette im Bereich der schweren Lkw. Der Seddon 32:Four, auch Seddon 32/4 und der Seddon 34:Four, auch Seddon 34/4 waren an ihren, den zeitgenössischen Vorstellungen entsprechenden, kastenförmigen Führerhäusern von ihren Vorgängern leicht zu unterscheiden. Ausgeliefert wurden die zweiachsigen Fahrzeuge als Sattel- bzw. Schwerlastzugmaschinen. Es waren Motoren von Cummins, Gardner, Rolls-Royce und Perkins verfügbar. Die konstruktiv ähnlich ausgelegten Pritschenfahrzeuge wurden als Seddon 13:Four und Seddon 16:Four vertrieben, den Seddon 16:Four gab es auch als Sattelzugmaschine. Bei den Seddon :Four bezeichnet die Ziffer die zulässige Gesamtmasse des Fahrzeuges bzw. des Sattelzuges.
Zu den unter dem Markennamen Seddon Atkinson vertriebenen Lkw siehe dort.

## Modellübersicht

### Busse
- Seddon Mk. 4
- Seddon Mk. 6
- Seddon Mk. 11
- Seddon Mk. 19
- Seddon Pennine V /Pennine RU
- Seddon Pennine IV
- Seddon Pennine VI
- Seddon Pennine VII

### Lkw
- Seddon Mk.5
- Seddon Mk.7
- Seddon Twenty Five
- Seddon Mk.14
- Seddon Mk.15/10
- Seddon SD8
- Seddon DD8
- Seddon 13:Four
- Seddon 16:Four
- Seddon 30:Four
- Seddon 32:Four
- Seddon 34:Four